# جزيرة كران
جزيرة كرّان أو قرّان هي إحدى الجزر الواقعة في الخليج العربي، وتتبع المنطقة الشرقية السعودية. تبلغ مساحة الجزيرة نحو 1 كم2 وتبعد عن الساحل بحوالي 31 ميل بحري.